# Billy Arce
Billy Vladimir Arce Mina (Esmeraldas, 12 luglio 1998) è un calciatore ecuadoriano, centrocampista dell'Atlético Nacional.

## Biografia
Nell'ottobre 2019 è stato in carcere per 20 giorni per guida in stato di ebbrezza.

## Caratteristiche tecniche
È un esterno che può giocare su entrambi i fianchi.

## Carriera
Cresciuto nelle giovanili dell'Independiente del Valle, ha esordito in prima squadra il 24 gennaio 2017 in occasione del match di Coppa Libertadores vinto 1-0 contro il Deportivo Municipal.
Il 4 agosto 2018 viene acquistato dal Brighton che lo gira in prestito all'Extremadura UD; nel 2019 passa sempre in prestito prima all'Emelec, poi al Barcelona SC e al LDU Quito. Al termine di quest'ultimo prestito fa ritorno alle seagulls, con cui rescinde il contratto il 1º marzo 2022.

## Statistiche

### Presenze e reti nei club
Statistiche aggiornate al 2 agosto 2018.
| Stagione        | Squadra                 | Campionato      | Campionato | Campionato | Coppe nazionali | Coppe nazionali | Coppe nazionali | Coppe continentali | Coppe continentali | Coppe continentali | Altre coppe | Altre coppe | Altre coppe | Totale | Totale | Totale |
| Stagione        | Squadra                 | Comp            | Pres       | Reti       | Comp            | Pres            | Reti            | Comp               | Pres               | Reti               | Comp        | Pres        | Reti        | Pres   | Reti   |        |
| --------------- | ----------------------- | --------------- | ---------- | ---------- | --------------- | --------------- | --------------- | ------------------ | ------------------ | ------------------ | ----------- | ----------- | ----------- | ------ | ------ | ------ |
| 2017            | Independiente del Valle | A               | 32         | 12         |                 | -               | -               | CL                 | 2                  | 0                  |             | -           | -           | 34     | 12     |        |
| 2018            | Independiente del Valle | A               | 20         | 6          |                 | -               | -               | CL                 | 2                  | 1                  |             | -           | -           | 22     | 7      |        |
| Totale carriera | Totale carriera         | Totale carriera | 52         | 18         |                 | -               | -               |                    | 4                  | 1                  |             | -           | -           | 56     | 19     |        |

## Palmarès

### Club

#### Competizioni nazionali
- Supercoppa ecuadoriana: 2

LDU Quito: 2020, 2021
- Campeonato Brasileiro Série B: 1

Santos: 2024
- Súper Liga: 1

Atlético Nacional: 2025